# 역마차

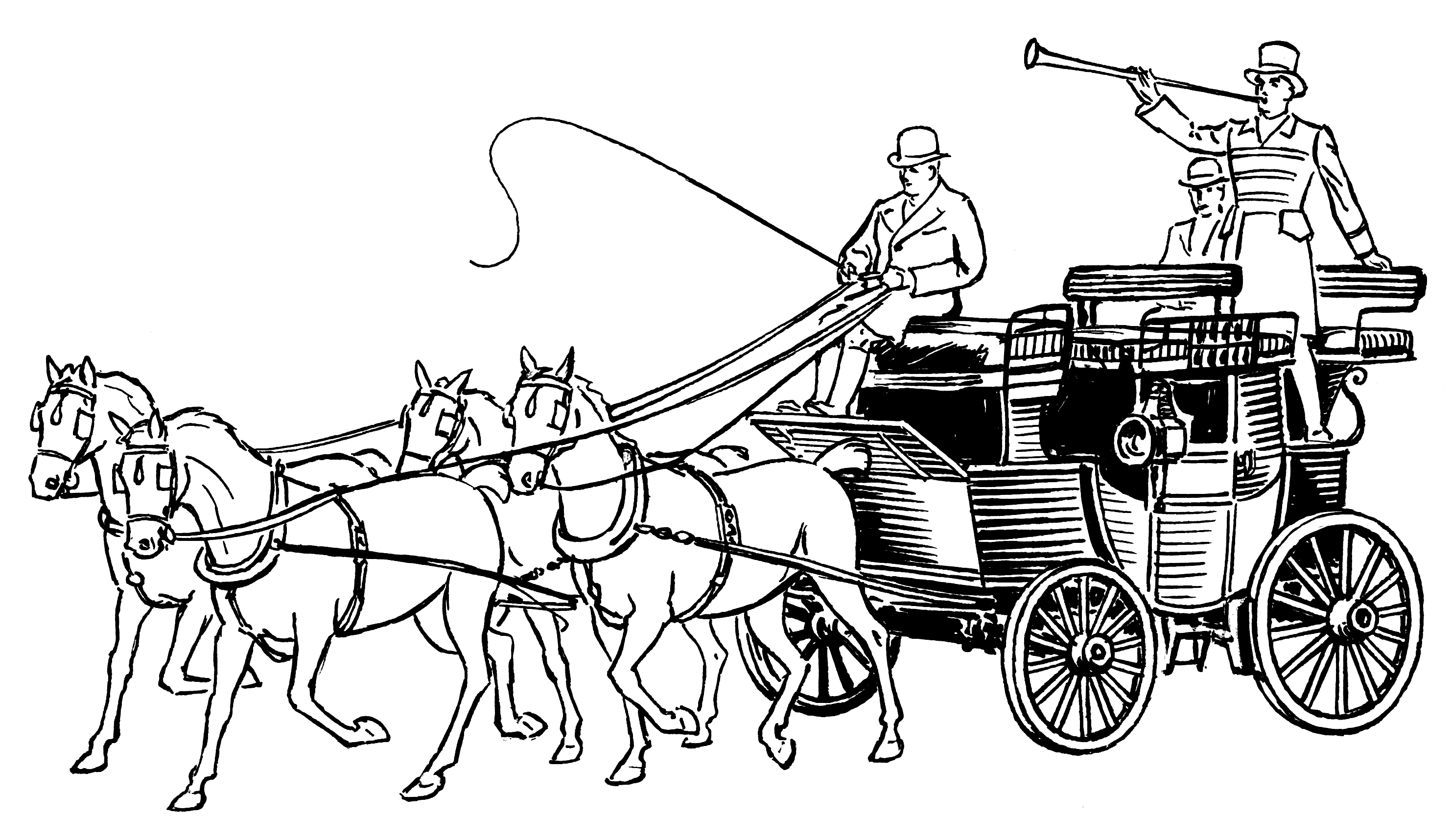

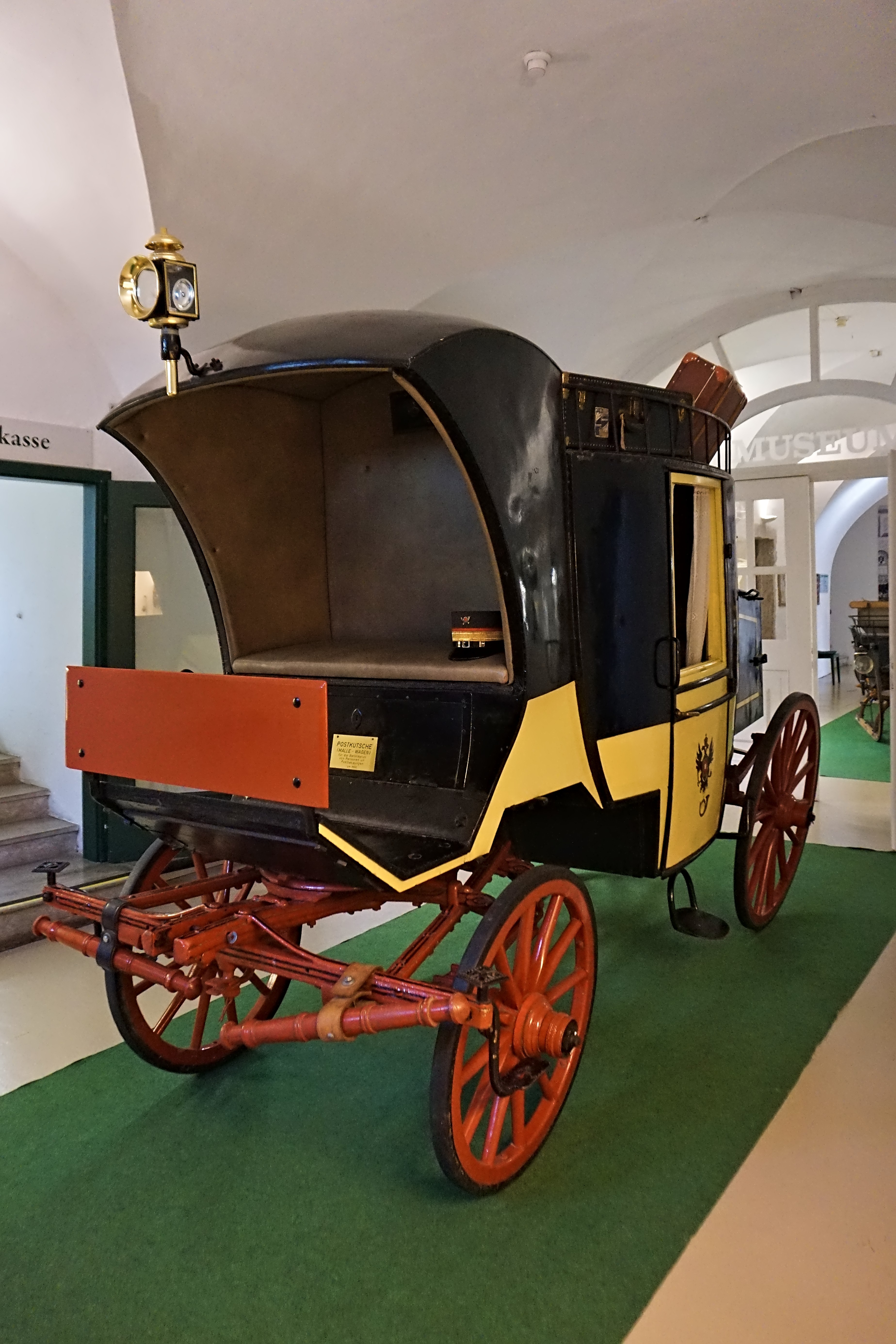
역마차

역마차(驛馬車, 영어: stagecoach)는 유개마차의 일종으로, 사륜마차이고 대개 사두마차이다. 철도 교통이 만들어지기 전에 "역(stage)" 사이를 오가는 운송수단으로 이용되었다. 그 시초는 16세기 잉글랜드였다.

## 같이 보기
- 유료도로